# 亀井俊郎
亀井 俊郎（かめい としお、1933年1月6日 - 2004年5月20日）は、日本の技術者、実業家。川崎重工業代表取締役社長、同社代表取締役会長、日本造船工業会会長等を歴任した。

## 人物・経歴
茨城県水戸市出身。1955年横浜国立大学工学部卒業、川崎重工業神戸造船所造船工作部技師。野田工場長、取締役産機・鉄構事業本部副事業本部長兼FA・ロボット事業部長、専務取締役資材本部長・営業総括本部副本部長などを経て、1997年代表取締役社長。1998年弘陵造船航空会会長。1999年から日本造船工業会会長や日本産業機械工業会副会長、次世代金属・複合材料研究開発協会理事長、関西経済連合会科学技術委員会委員長、通商産業省航空機工業審議会委員、運輸省海運造船合理化審議会委員を務め、韓国企業に対する批判などを展開した。2000年川崎重工業代表取締役会長、スーパーマリンガスタービン技術研究組合理事長、日韓経済協会副会長、横浜国立大学運営諮問会議委員。2001年日本船舶輸出組合理事長、総合科学技術会議科学技術システム改革専門調査会専門委員。2002年製造科学技術センター理事長、総合科学技術会議重点分野推進戦略専門調査会専門委員。2003年川崎重工業特別顧問。2004年ミラノ出張中に急性心不全のため死去。享年71。ホテルオークラでお別れの会が開催された。